# Monuments du Japon

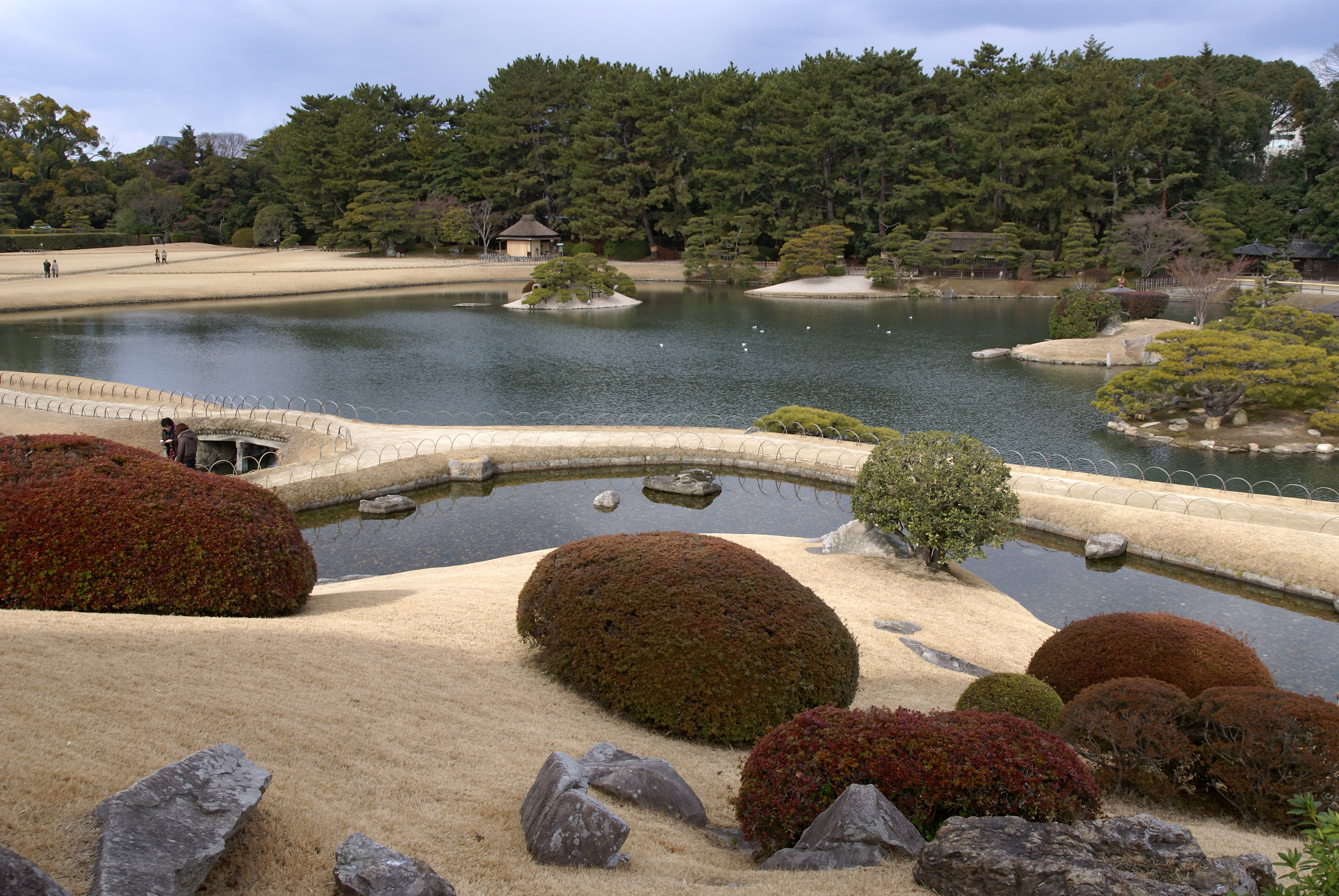
Le Kōraku-en de la préfecture d'Okayama est désigné lieu spécial de beauté pittoresque.

Monuments (記念物, kinenbutsu) est un terme collectif utilisé par la loi du gouvernement japonais pour la protection des biens culturels pour désigner le patrimoine culturel du Japon comme ses lieux historiques tels que les amas coquilliers, les anciennes tombes, les sites de palais, de forts ou châteaux, de maisons d'habitation monumentales et autres sites à valeur historique ou scientifique élevée ; ses jardins, ponts, gorges, montagnes et autres lieux de grande beauté ; et ses spécificités naturelles comme les animaux, les plantes et les formations géologiques ou minérales de haute valeur scientifique.

## Monuments désignés du Japon
Le gouvernement désigne (par opposition à enregistre : voir Monuments enregistrés ci-dessous) les articles « significatifs » de ce genre en tant que biens culturels et les classe dans l'une des trois catégories :
- sites historiques (史跡, shiseki?) ;
- lieux de beauté pittoresque (名勝, meishō?) ;
- monuments naturels (天然記念物, tennen kinenbutsu?) ;
- monuments politiques.

Les items de signification particulièrement élevée peuvent recevoir une classification plus haute comme : 
- sites historiques spéciaux (特別史跡, tokubetsu shiseki?) ;
- lieux spéciaux de beauté pittoresque (特別名勝, tokubetsu meishō?) ;
- monuments naturels spéciaux (特別天然記念物, tokubetsu tennen kinenbutsu?) respectivement ;
- monuments politiques.

En juillet 2015, il existe 3 151 monuments nationaux désignés : 1 745 sites historiques (dont 61 sites historiques spéciaux), 393 lieux de beauté pittoresque (y compris 36 lieux spéciaux de beauté pittoresque) et 1 013 monuments naturels (dont les 75 monuments naturels spéciaux). Comme un seul bien culturel peut être inclus dans plus d'une de ces catégories, le nombre total de biens est inférieur à la somme des désignations : par exemple, les jardins Hama-Rikyū sont à la fois un site historique spécial et un lieu spécial de beauté pittoresque.
À la date du 1er mai 2013, il y a par ailleurs 2 961 sites historiques, 266 lieux de beauté pittoresques et 2 985 monuments naturels désignés au niveau préfectoral et 12 840 sites historiques, 845 lieux de beauté pittoresques et 11 020 monuments naturels désignés au niveau municipal,.
Les modifications de l'état actuel d'un site ou des activités affectant sa préservation nécessitent l'autorisation du commissaire aux Affaires culturelles. Le soutien financier pour l'achat et la conservation des terres désignées et pour l'utilisation du site est apporté à travers les gouvernements locaux.

## Critères de désignation

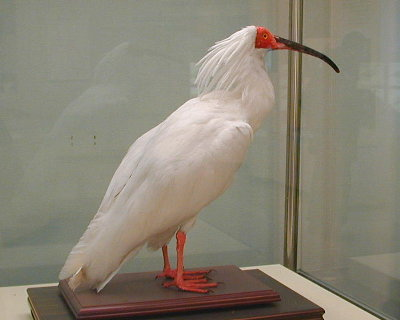
Le toki est un monument naturel spécial désigné en vertu du critère 1.2 : « Les animaux qui ne sont pas propres au Japon mais qui doivent être préservés comme animaux japonais caractéristiques ainsi connus et leur habitat. »

L'Agence pour les Affaires culturelles désigne les monuments à partir d'un certain nombre de critères. Un monument peut être désigné sur le fondement de plus d'un de ces critères.

### Sites historiques et sites historiques spéciaux
1. Amas coquilliers, restes de peuplement, kofuns, autres ruines historiques de ce type
2. Ruines de villes fortifiées, de châteaux, de bureaux de l'administration du gouvernement, anciens champs de bataille et autres ruines historiques liées à la politique ou du gouvernement (都城跡、国郡庁跡、城跡、官公庁、戦跡その他政治に関する遺跡)
3. Restes de sanctuaires et de temples, anciens terrains composés et autres ruines historiques liées à la religion (社寺の跡又は旧境内その他祭祀信仰に関する遺跡)
4. Écoles, institutions de recherche, installations culturelles et autres ruines historiques liées à l'éducation, l'apprentissage ou la culture (学校、研究施設、文化施設その他教育・学術・文化に関する遺跡)
5. Installations de soins de santé et de bien-être, institutions associées à la vie, autres ruines historiques associées à la vie et à la société (医療・福祉施設、生活関連施設その他社会・生活に関する遺跡)
6. Installations de transport et de communication, installations liées à la conservation des forêts et à la lutte contre les inondations, installations de fabrication et autres sites historiques liés à la finance ou aux activités de fabrication (交通・通信施設、治山・治水施設、生産施設その他経済・生産活動に関する遺跡)
7. Tombes et monuments de pierre avec inscriptions (墳墓及び碑)
8. Anciennes résidences, jardins, étangs et autres domaines de signification historique particulière (旧宅、園池その他特に由緒のある地域の類)
9. Ruines liées à des pays étrangers ou à des étrangers (外国及び外国人に関する遺跡)

### Lieux de beauté pittoresque et lieux spéciaux de beauté pittoresque
1. Parcs et jardins (公園、庭園)
2. Ponts et digues (橋梁、築堤)
3. Floraison arbres, herbe à fleurs, couleurs automnales, arbres verts et autres lieux de croissance dense (花樹、花草、紅葉、緑樹などの叢生する場所)
4. Lieux habités par les oiseaux et les animaux sauvages, poissons/insectes et autres (鳥獣、魚虫などの棲息する場所)
5. Rochers, grottes (岩石、洞穴)
6. Ravins, gorges, cascades, ruisseaux de montagne, abîmes (峡谷、瀑布、溪流、深淵)
7. Lacs, marais, marécages, îles flottantes, sources (湖沼、湿原、浮島、湧泉)
8. Dunes de sable, cordons de littoral, bords de mer, îles (砂丘、砂嘴、海浜、島嶼)
9. Volcans, onsen (火山、温泉)
10. Montagnes, collines, plateaux, plaines, fleuves (山岳、丘陵、高原、平原、河川)
11. Points de vue (展望地点)

### Monuments naturels et monuments naturels spéciaux
1. Animaux (動物)
  1. Animaux bien connus particuliers au Japon et leur habitat(日本特有の動物で著名なもの及びその棲息地)
  2. Animaux qui ne sont pas propres au Japon mais qui doivent être préservés comme animaux japonais caractéristiques ainsi connus et leur habitat (特有の産ではないが、日本著名の動物としてその保存を必要とするもの及びその棲息地)
  3. Animaux ou groupes d'animaux particuliers au Japon au sein de leur environnement naturel (自然環境における特有の動物又は動物群聚)
  4. Animaux domestiques particuliers au Japon (日本に特有な畜養動物)
  5. Animaux importés bien connus actuellement à l'état sauvage à l'exception des animaux domestiques ; leur habitat (家畜以外の動物で海外よりわが国に移殖され現時野生の状態にある著名なもの及びその棲息地)
  6. Échantillon d'animaux particulièrement précieux (特に貴重な動物の標本)
2. Plantes, végétation (植物)
  1. Vieux arbres d'intérêt historique, arbres gigantesques, vieux arbres, arbres déformés, bois à pâte cultivés, arbres en bordure de route, forêts de sanctuaires (名木、巨樹、老樹、畸形木、栽培植物の原木、並木、社叢)
  2. Forêts vierges représentatives, rare flore forestière (代表的原始林、稀有の森林植物相)
  3. Plantes alpines représentatives, grappes de plantes spéciales sur terrain rocailleux (代表的高山植物帯、特殊岩石地植物群落)
  4. Groupes représentatifs de plantes de terrain vague (代表的な原野植物群落)
  5. Exemples représentatifs de végétation côtière et de sol sableux (海岸及び沙地植物群落の代表的なもの)
  6. Exemples représentatifs de zones de tourbières formant plantes (泥炭形成植物の発生する地域の代表的なもの)
  7. Grappes de plantes croissant dans les cavernes ou les grottes (洞穴に自生する植物群落)
  8. Plantes aquatiques rares dans les bassins de jardin, onsen, lacs, marais, ruisseaux, mer, etc., algues, mousses, microbes, etc. (池泉、温泉、湖沼、河、海等の珍奇な水草類、藻類、蘚苔類、微生物等の生ずる地域)
  9. Occurrence remarquable de plantes épiphytes sur rochers, arbres ou arbustes (着生草木の著しく発生する岩石又は樹木)
  10. Croissance de plantes remarquables sur terres marginales (著しい植物分布の限界地)
  11. Croissance remarquable dans la nature de plantes cultivées (著しい栽培植物の自生地)
  12. Habitat sauvage de plantes rares ou presque disparues (珍奇又は絶滅に瀕した植物の自生地)
3. Caractéristiques géologiques et minéralogiques (地質鉱物)
  1. Sites de production de roches, minéraux et fossiles (岩石、鉱物及び化石の産出状態)
  2. Strates conformes et discordantes (地層の整合及び不整合)
  3. Strates pliées et poussées (地層の褶曲及び衝上)
  4. Caractéristiques géologiques causées par les travaux d'êtres vivants (生物の働きによる地質現象)
  5. Phénomènes liés à la dislocation due aux tremblements de terre et aux mouvements de masse de terre (地震断層など地塊運動に関する現象)
  6. Cavernes, grottes (洞穴)
  7. Exemples d'organisation de roche (岩石の組織)
  8. Onsen et leurs sédiments (温泉並びにその沈澱物)
  9. Phénomènes liés à l'érosion et aux intempéries (風化及び侵蝕に関する現象)
  10. Fumerolles et autres éléments liés à l'activité volcanique (硫気孔及び火山活動によるもの)
  11. Phénomènes liés à la glace et au gel (氷雪霜の営力による現象)
  12. Spécimen particulièrement précieux de roche, minéraux et fossiles (特に貴重な岩石、鉱物及び化石の標本)
4. Territoires représentatifs riches en monuments naturels à protéger (zones naturelles protégées) (保護すべき天然記念物に富んだ代表的一定の区域(天然保護区域))

### Monuments politiques
- Le palais impérial de Tokyo

## Monuments enregistrés
Un système séparé d'« enregistrement » a été établi pour les édifices modernes menacés par le développement urbain ou d'autres facteurs. Les monuments à partir de l'ère Meiji qui exigent d'être préservés peuvent être enregistrés comme Monuments enregistrés (登録記念物). Les membres de cette classe de biens culturels bénéficient d'une aide plus limitée et d'une protection basée principalement sur la notification et l'orientation gouvernementale. En avril 2012, 61 monuments sont inscrits en vertu de ce système.

## Quelques monuments du Japon

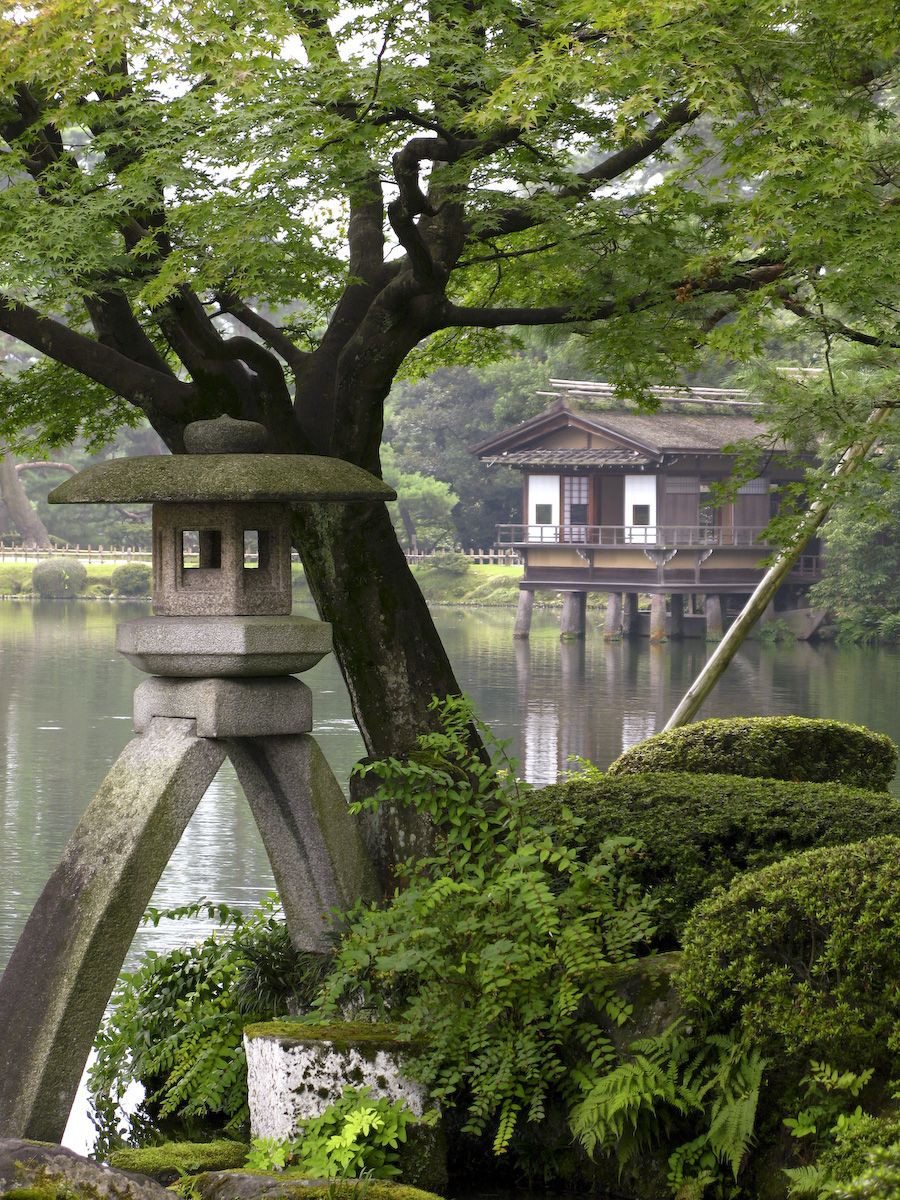
Le Kenroku-en, à Kanazawa dans la préfecture d'Ishikawa est un lieu spécial de beauté pittoresque.
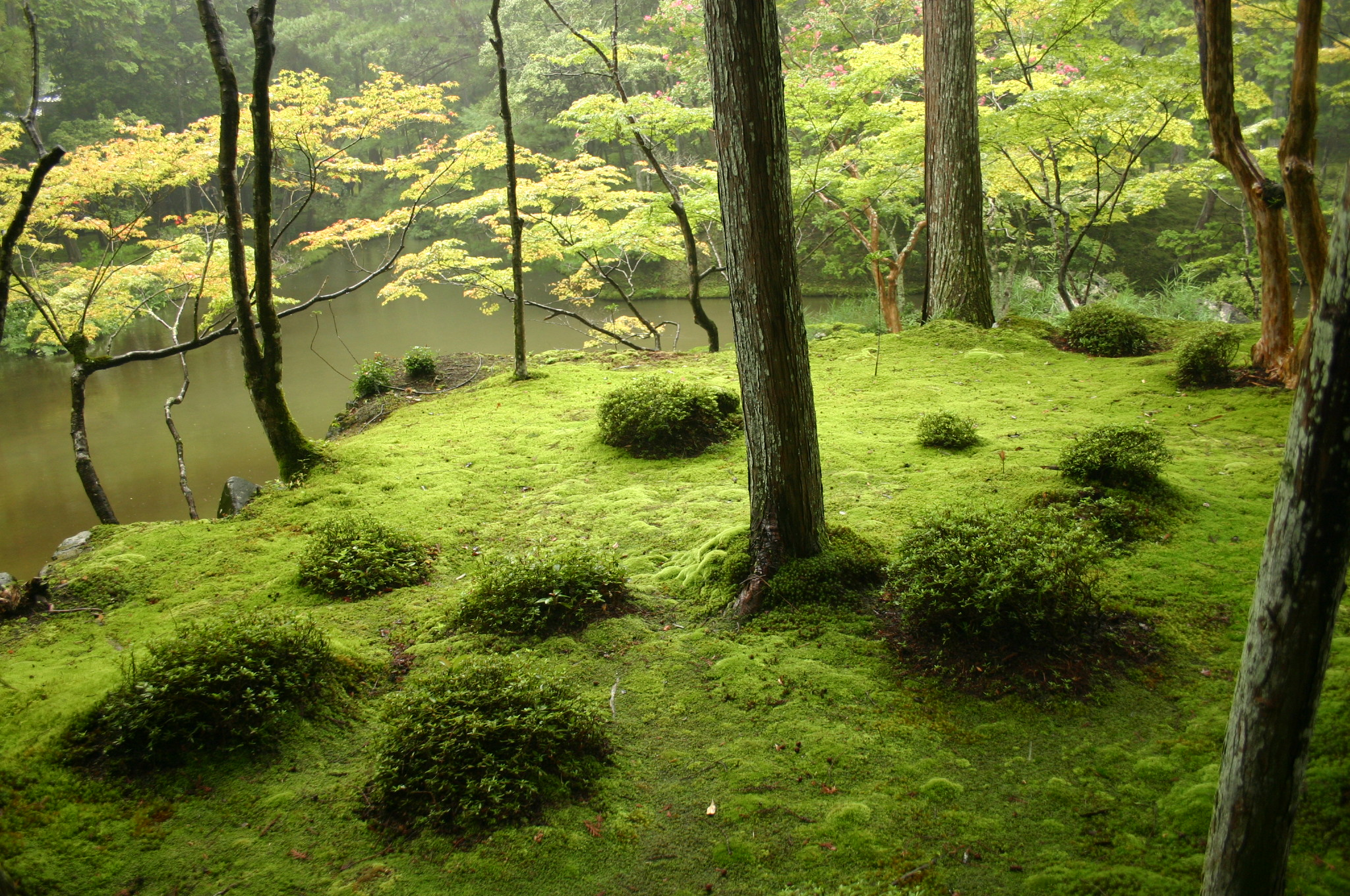
Le jardin de mousse Saihō-ji est à la fois un lieu spécial de beauté pittoresque et un site historique.
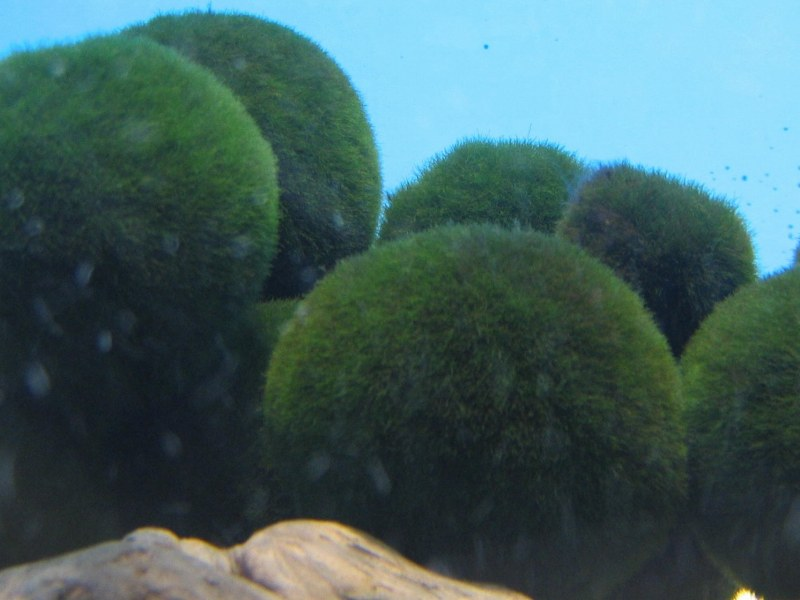
Les cônes d'algues (marimo) du lac Akan sont enregistrés monument naturel spécial.
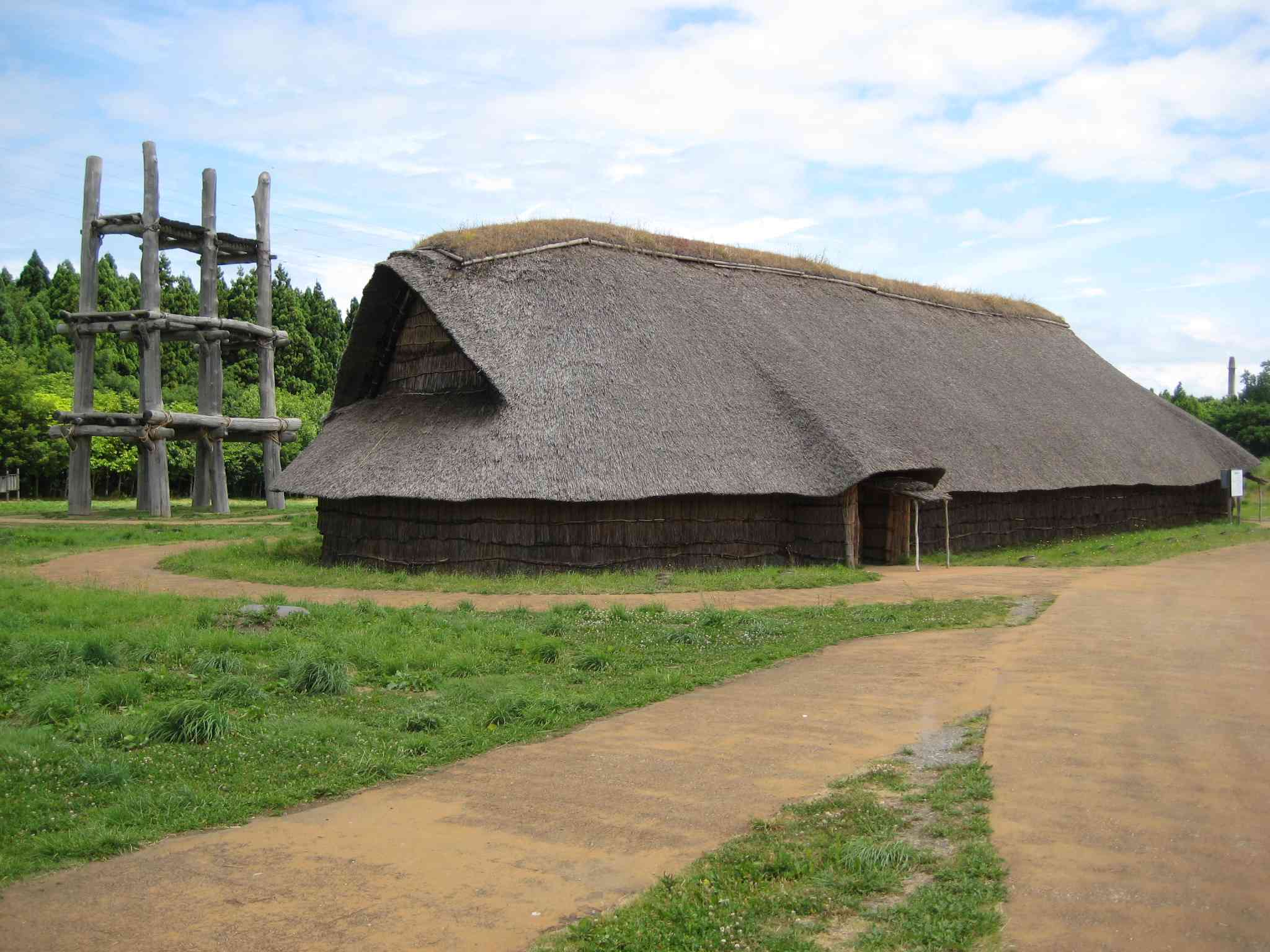
Le site du Sannai Maruyama est un site historique spécial.